# زایتوو
زایتوو (به لاتین: Zaitovo) یک منطقهٔ مسکونی در روسیه است که در باشقیرستان واقع شده‌است.